# Kongenital binjurebarkshyperplasi
Kongenital binjurebarkshyperplasi eller medfödd binjurebarksförstoring, ibland CAH av engelskans congenital adrenal hyperplasia), tidigare adrenogenitalt syndrom (AGS), är en grupp genetiska sjukdomar som innebär brist på något av de enzymer i som är inblandade i  produktionen av kortisol i binjurebarken. Den vanligaste formen är brist på enzymet 21-hydroxylas. Det medför sämre produktion av hormonen kortisol och aldosteron. I stället utvecklas testosteron, vilket gör att flickors yttre könsorgan viriliseras. Barnet riskerar bland annat att få rubbad saltbalans.

## Orsak
CAH är egentligen ett samlingsnamn för en grupp genetiska sjukdomar som bidrar till brist på något av de enzymer i som är inblandade i omvandlingen av produktionen av kortisol i binjurebarken. Nästan alla fall (95 %) beror på brist på enzymet 21-hydroxylas.
Enzymet 21-hydroxylas är inblandat vid produktionen av kortisol och aldosteron i kroppen och nivåerna av detta enzym är vid sjukdomsfall inte tillräckliga för att produktionen ska kunna ske normalt (så kallad binjureinsufficiens). Istället ökar nivåerna av testosteron i kroppen. Ur kolesterol utvinns kortisol, aldosteron och testosteron med hjälp av olika enzymer i processer uppdelade i olika steg. Utan 21-hydroxylas eller otillräckliga nivåer av detta enzym kommer kolesterol bara att kunna omvandlas till testosteron. Testosteron är ett hormon som kan leda till att flickors könsorgan utvecklas onormalt.

## Ärftlighet
Bristen på enzymet uppstår av mutation i genen CYP21A2. Genen ligger på kromosom 6 (6p21.33), har 10 exon och sträcker sig över 3,4 kbp. Genen genererar ett transkript. Alla former av kongenital binjurebarkshyperplasi är monogenetiska, men mutationerna kan variera. I dagsläget har ett 40-tal olika punktmutationer påvisats vara patogeniska. Graden av hur allvarlig sjukdomen blir beror på vilken typ av mutation som uppstår i genen. Olika mutationer kommer att ge upphov till olika former av enzymet och på sätt också hur mycket funktion enzymet har kvar. Mutationerna som leder till ofullständig eller helt saknad funktion hos 21-hydroxylas kommer orsaka att förstadiet till hormonerna inte kan välja annan väg än att utvecklas till testosteron. 
Kongenital binjurebarkshyperplasi är en recessiv sjukdom vilket innebär att både den maternella och paternella uppsättningen av kromosomerna bär på den muterade (sjuka) varianten vid sjukdomsfall. Detta betyder att en muterad allel inte orsakar sjukdom men gör dig till bärare. Eftersom sjukdomen är autosomal, vilket betyder att genen inte ligger på någon av könskromosomerna, är risken för nedärvning lika stora för flickor som för pojkar. Om båda föräldrarna bär på varsin muterad allel är det för varje embryo en 25 % chans att nedärva de båda från sina föräldrar och utveckla sjukdomen. 
Ibland beror tillståndet av en mutation men i de flesta fall är det en följd av arv från friska föräldrar som var för sig bär på anlaget och barnet detta anlag från bägge föräldrarna, så kallat autosomalt recessivt arv.

## Förekomst
I Sverige föds 1:10 000 med brist på 21-hydroxylas. Detta är uppskattat efter de mer allvarliga formerna då de mer lindriga formerna oftast är svårdiagnostiserade. Sedan 1986 testas kongenital binjurebarkshyperplasi vid PKU-screeningen som utförs på nyfödda barn.

## Diagnostik
Kongenital binjurebarkshyperplasi testas vid PKU-screeningen och vid positivt resultat för sjukdomen kommer höga nivåer av 17α-hydroxyprogesteron att detekteras i blod och urin. 17α-hydroxyprogesteron (17-OHP) är prekursor till kortisolet och aldosternet som utan funktionellt 21-hydroxylas klyvs till testosteron. Som uppföljning av uppenbara symptom så som virilisering, och blodprovsmätningar av 17-OHP, kommer DNA-analys utföras. 

## Symptom
Redan vid de första levnadsveckorna hos spädbarnet kommer saltbristen att orsaka uttorkning, upprepade kräkningar och utebliven viktuppgång. I de mer allvarliga fallen kan barnet avlida. Hos flickor kommer de yttre könsorganen att påverkas medan de inre förblir intakta. Hos vissa kommer viriliseringen vara så pass påtaglig att det blir oklart vilket kön flickorna tillhör. Pojkars könsorgan påverkas inte, men symptomen kan upptäckas i de fall där saltbristen är akut. Vid lindrigare fall kommer den tidiga puberteten och tillväxten att vara symptom. 
Vuxna människor med kongenital binjurebarkshyperplasi kan lida av kortisolbrist och nedsatt fruktsamhet. Kvinnor kan även lida av oregelbunden mens och intensifierad kroppsbehåring. I de mer allvarliga fallen börjar godartade tumörer att utvecklas i binjurarna och testiklarna.
Aldosteron är ett steroidhormon som styr reglering av saltnivåer i kroppen. Vid svåra fall kan det nyfödda spädbarnet få livshotande låga nivåer av aldosteron som leder till saltbrist. Kortisol är ett hormon som bidrar till vår homeostas av blodtryck och blodsockernivåer. Vid sjukdomen kommer den otillräckliga nivån av kortisol att signalera för mer produktion av förstadie-substanserna av kortisol för att väga upp bristen. Dessvärre kommer mer testosteron då bildas eftersom mutationen av 21-hydroxylas fortfarande gör enzymet defekt.